# Via Augusta
Via Augusta (znana tudi kot Via Herculea ali Via Exterior) je bila najdaljša in najbolj prometna med glavnimi cestami, ki so jih zgradili Rimljani v starodavni Hispaniji (Iberski polotok). Po mnenju zgodovinarja Pierra Sillièresa, ki je nadzoroval izkopavanja rimskih najdišč v Španiji, da bi ugotovil natančno pot, ki ji je sledila Via Augusta, je bila to bolj sistem cest kot ena sama cesta. Približno 1500 km dolga Via Augusta je bila zgrajena za povezavo Španije z Italijo in je potekala od notranjega mesta Gades (Cádiz) do Pirenejev vzdolž notranjih dolin, vzporednih z obalo Sredozemskega morja. Kot glavna os cestnega omrežja v rimski Hispaniji  se pojavlja v starodavnih virih, kot je itinerar, vpisan na Vicarellovih skodelicah , kot tudi v Antoninovem itinerarju.
Cesta je dobila ime po cesarju Avgustu, ki je ukazal rekonstrukcijo prej obstoječe Via Herculea (ali Via Heraklea), ki je potekala od Pirenejev do Carthago Nova, in razširitev glavne ceste do Gadesa. Dela so bila izvedena med letoma 8 pr. n. št. in 2 pr. n. št. izkoristili so tisto, kar je ostalo od cest, ki so obstajale v času Rimske republike.  Kasneje je postala pomembna komunikacijska in trgovska pot med mesti in provincami ter pristanišči Sredozemlja. Via Augusta so še vedno uporabljali muslimanski okupatorji južne Španije v 10. stoletju, ki so jo imenovali al-Racif. Njeni trasi trenutno sledita cesta N-340 in avtocesta A-7. Severno od Tarragone ostaja rimski slavolok, Arc de Berà, okoli katerega se cesta razcepi. Pri Martorellu starodavna Via prečka reko Llobregat na Pont del Diable, ki v sedanji obliki izvira iz visokega srednjega veka (okoli 1289). Trenutno N-IV, N-420, N-340 in sredozemske avtoceste (A-7, AP-7, A-70) na številnih odsekih sledijo isti trasi poti kot Vía Augusta. Na nekaterih odsekih sedanje N-340 je bila rimska cesta uporabljena do 1920-ih, ko so jo modernizirali v času diktature Prima de Rivere.

## Ozadje
Rimsko cesarstvo je zgradilo ceste, ki so segale do njegovih oddaljenih kotičkov; ko so Rimljani osvojili Hispanijo, so tam začeli graditi ceste kot na drugih njihovih ozemljih. Hispanija, rimsko ime za Iberski polotok, je vključevala današnjo Španijo, Portugalsko, Andoro in najjužnejši del Francije. Ko je Avgust med 16. in 13. pr. n. št. odšel v Španijo, je videl potrebo po cestah in ukazal gradnjo Via Augusta, najdaljše in najpomembnejše ceste v Hispaniji. Cesta je potekala od blizu južne konice današnje Španije ob Atlantiku do Sredozemlja skozi dolino Guadalquivir in vzdolž obale do prelaza Coll de Pertús (latinsko: "Pertusium") v Pirenejih.
Via Augusta je povezovala Betiko na jugu s severom Hispanije. Na še vedno obstoječem mostu Alcantarilla, dvojno obokanem kamnitem mostu čez reko Salado v Utreri, približno 32 kilometrov južno od Sevilje, je na delu enega od njegovih stebrov napis, ki kaže, da je bil na Via Augusta. Rimljani so čez reko Baetis (sodobna Guadalquivir) pri Andújarju na Via Avgusta zgradili petnajstločni most. V drugi polovici 1. stoletja je z družbeno stabilnostjo, ki jo je prinesel Pax Romana, je rimsko mesto Carmo, danes Carmona, postalo glavno križišče na Via Augusta in pomembna postojanka v Rimskem cesarstvu.
Več mest ima sledi cestne podlage, ki približno sledi sedanji avtocesti AP-7. V občini El Perelló v provinci Tarragona je precej dolg viden odsek. Arc de Berà je na odseku, ki poteka južno od mesta. Strateški položaj rimske Barcelone (Barcino) na vpadnici Via Augusta je omogočil trgovski in gospodarski razvoj mesta. V Barceloni starodavna Via Augusta ustreza eni od glavnih avenij, tudi imenovani "Via Augusta", v okrožju Sarrià-Sant Gervasi, ki povezuje Avinguda Diagonal s predori Vallvidrera, ki potekajo skozi Plaça Molina. Velik del železniške proge 6 Ferrocarrils de la Generalitat de Catalunya poteka pod cesto Via Augusta.
Rimski slavolok Cabanes na ravninskem območju, znanem kot Pla de l'arc, 19 kilometrov severozahodno od Castellóna v avtonomni skupnosti Valencija, prečka cesto Via Augusta, ki je sledila dolini. Ta lok je zdaj v krožišču CV-157, ki še vedno ohranja določeno podobnost z videzom starih rimskih cest zaradi vrste dreves, ki obdajajo obe strani ceste, čeprav je prvotna pot Via Augusta, ki danes je v mnogih regijah označena kot živinska pot, ne sovpada vedno s sedanjimi cestami. Vendar pa cesta CV-157 ne sledi orientaciji jugozahod–severovzhod, ki jo je vodila Via Augusta skoraj vso svojo traso, temveč bolj zahod–vzhod. To je zato, ker je Via Augusta, tako kot v drugih delih Španije (npr. Barcelona, Cabanes in Tarragona), prečkala redko poseljena območja, običajno vzdolž notranjih dolin, vzporednih z obalo, tako da so skoraj vsa rimska mesta, zlasti tista na obali, bila dosežena po stranskih cestah, pravokotno na Via Augusta. Veje za vojaške namene so tekle tudi v notranjost.
Via Augusta je dokumentirana in navedena na dveh osrednjih mestih v Valenciji: prva je poleg stolnice v Valenciji v arheološkem centru Almoina, kjer so arheološka izkopavanja, opravljena med letoma 1985 in 2005, ki so razkrila stratigrafske plasti, ki predstavljajo zaporedna obdobja zgodovine mesta, in drugo mesto je poleg stare palače Borgijevih, zdaj Valencijskega parlamenta. Nekaj deset metrov tlaka ceste je mogoče najti v muzeju Almoina, kot tudi ostanke šestih stebrov korintskega reda templja nimf (Templo de las Ninfas) iz istega obdobja, kamniti vodnjak ter ostanki vizigotskih in arabskih hiš. Miljniki so tudi v ulici San Vicente (mestni izhod na jugu) in v Alameda de Valencia (mestno sprehajališče).
Mesto Lorca (v rimskih časih znano kot Eliocroca) v regiji Murcia ima več ostankov Via Auguste, vključno z dvema rimskima stebroma, miljnika San Vicente Ferrer in Baldazos (La Hoya) cesarja Avgusta (8. –7 pr. n. št.) in cesarja Konstancija Klora, shranjen v Arheološkem muzeju Lorca (Museo Arqueológico de Lorca). Miljnik Konstancija Klora je bil najden leta 1929 v Baldazosu, v Diputación v La Hoyi, šest kilometrov od Lorce. V rimskih časih je bil ta zaselek mansus ali uradno postajališče. Še en miljnik, El Hornillo, je 5. februarja 2013 našel meščan v toku reke Guadalentín, gorvodno od Lorce;  Tako kot steber San Vicente Ferrer tudi ta steber izvira iz časa vladavine cesarja Avgusta; trenutno je na ogled v avli Museo Arqueológico de Lorca (MUAL).
Na stebru San Vicente Ferrer iz časa vladavine cesarja Avgusta (CIL II 4937) je napisano: 
IMP. Caesar. DIVI. F. / AVGVSTUS. CONS. XI / TRIBVNIC. POTEST. XVI / IMP. XIIII. PONTIFEX. / MAX / M. P. XXVIII.
To je skrajšana oblika: 
IMPERATOR CAESAR DIVI FILIVS / AGVSTVS CONSVL XI / TRIBVNICIA POTESTATE XVI / IMPERATOR XIIII PONTIFEX. / MAXIMVS / MILLE PASSVS XXVIII
V prevodu:
Cesar Cezar Avgust, sin Božanskega, 11. konzul, 16. leto njegove tribunske oblasti, general v 14 kampanjah in glavni veliki duhovnik, 28. milja [od Carthago Nova (Cartagena) proti Eliocroci (Lorca}]

## Zgodovina
Via Augusta je bila velika cesarska cesta v Španiji in je kot nadaljevanje Via Julia Augusta, Via Aemilia in Via Flaminia tvorila glavni člen v verigi cest, ki je povezovala Rim z Atlantskim oceanom.] Njena uporaba je omogočila razvoj mest, kot so Valentia (Valencija), Saguntum (Sagunto), Lucentum (Alicante), Saetabis (Xàtiva) in Ilici (Elche). Rimski cestni inženirji so pri določanju poteka ceste seveda upoštevali okolico in naklon zemljišča, pri čemer so upoštevali tudi obstoječe stare iberske ceste. Povprečna širina je bila med štirimi in šestimi metri, čeprav so nekateri odseki široki deset ali štirinajst metrov. Pločniki (margine ali crepidine), zgrajeni samo v bližini mest, so bili na vsaki strani široki od tri do deset metrov.
Od prelaza Coll de Pertús v Pirenejih je Via Augusta potekala proti jugu in jugozahodu do zgornjega toka reke Baetis in od tega območja naprej skozi Betiko do Gades. Od točke, kjer je cesta prečkala Baetis, pa se je začel nov sistem. Reka v tem območju je tvorila mejo med Betiko in Tarraconensisom, tam pa je bil v čast Avgustu postavljen most z lokom, Ianus Augusti. Od tega loka so bili oštevilčeni vsi ostali miljniki na poti v Gades.
Na robove rimskih cest so postavljali miljnike, ki so označevali razdalje med capitas (izhodišči), na razdalji tisoč korakov med miljniki (pace je bil rimski dvojni korak, imenovan mille passum), kar je ustrezalo rimski milji, tj. 1480 metrov, od tod tudi njegovo ime. Miljniki so bili valjasti kamniti stebri iz granita ali peščenjaka, visoki od 2 do 3 metre in premera od 50 do 80 cm, postavljeni na kvadratno podlago. Na njih so bili vpisani podatki, ki so se nanašali na cesto: ime graditelja ali obnovitelja, ime najbližje postaje in razdalja ter včasih točka odhoda (caput viae) ali prihoda (terminus viae).

### Gradnja cestne mreže
Gradnja Vie Auguste je potekala v okviru upravne reorganizacije provinc Hispanije, ki jo je začel Avgust. Neposredni precedens tega projekta gradnje cest je bila mreža cest, Via Agrippa, zgrajena v Galiji pod nadzorom Marka Vipsanija Agripe po Avgustovem ukazu v letih 20-19 pr. n. št. Strabon (IV, 6, 11) namiguje na Agripovo postavitev cest. Agripa je nato leta 19-18 pr. n. št. odšel v Hispanijo, da bi osebno vodil vojno proti Kantabrijcem na severu polotoka; Avgust se je sam vrnil v Hispanijo in ostal med letoma 16 in 13 pr. n. št. opravljal administrativno delo. On in njegovi svetovalci so se lotili oblikovanja ambicioznega programa za prestrukturiranje uprave ozemlja, katerega glavni cilji so bili ustanovitev novih mest, gradnja cest, ki jih povezujejo, in razdelitev velikih površin zemlje, ki naj bi se razdelila med veterane vojaki.
S popolno podreditvijo Hispanije se je Avgust odločil postaviti ustrezen cestni sistem, kot je bil tisti, ki ga je zgradil Agripa v Galiji, in zdi se, da je bilo osnovno omrežje dokončano med njegovo vladavino. Popravil in ponovno položil je obalno cesto od Tarraca (cesarski sedež med njegovo rezidenco, Avgust ga je postavil za glavno mesto Hispania Tarraconensis), skozi Valentio do Carthago Nova (Cartagena), pa tudi cesto skozi dolino Baetis skozi Cordubo in Hispalis do samega Gadesa in v tem delu je bilo najdenih veliko število miljnikov z njegovim imenom.
Izolacija Hispanije od preostalega sredozemskega sveta je bila okoliščina, ki jo je obravnavala gradnja Avgustovega cestnega omrežja. Itinerarji in miljniki ter sledovi starodavnih cest nakazujejo, da je šlo za intenziven projekt. Med prestolnicama konventa Bracara Augusta (Braga) in Asturica Augusta (Astorga) so potekale štiri pomembne poti, tretje središče sistema pa je bila prestolnica konventa Lucus Augusti (Lugo). Caesaraugusta (Zaragoza) in Carthago Nova sta bili prestolnici konventa, ki sta bili tudi križišči in končnici (capita) cest.
Avgust je ukazal zgraditi cesto od Caesarauguste do Tarragone, ki je potekala skozi Ilerdo (Lerido) in Huesco. Domicijan je razširil cesto od Caesarauguste do Olispa (Lizbona), prek Toletuma (Toledo) in Auguste Emerita. Slednje mesto je bilo izhodišče ceste (pozneje tako imenovane "srebrne poti"), ki je potekala proti severu skozi Salamanco do Ocelodurija (Zamora). Tam se je srečal s cesto, ki je sledila toku Ebra, nato pa v regijo severne osrednje Španije. Asturica Augusta, končna postaja »srebrne poti«, je bila pomembno križišče, kjer so se križale ceste proti Luzitaniji in kantabrijski obali. Kasneje je postala znana romarska cesta v Santiago de Compostela. Na jugu je Emerito in Gades povezovala cesta Hispalis. V Hispalisu se je cesta pridružila kraku Vie Auguste, ki se je začela v Acci (tudi Accitum) in zavila v notranjost do Cordube, Astigi (Écija) in Carma. To je bila glavna postavitev rimskega cestnega sistema v Hispaniji; skupaj z mrežo lokalnih cest so pokrili približno 21.000 km.
Miljniki nakazujejo ceste, ki jih je postavil Avgust od Bracare do Asturice prek Lucusa Augustija, od Caesarauguste do Juliobrige (Reinosa), od Emerite (Mérida) do Hispalisa (Sevilje), ki prodira v bogato rudarsko okrožje Montes Mariani in od Carthago Nove do Castulo (Cazorla), druga rudarska regija. Tam je zgradil cesto od Ilerde do Caesarauguste, ki je po Strabonu prečkala Ebro po lesenem mostu in očitno eno od Aesurisa do Pax Julia, navzgor po toku reke Anas. Avgust je Hispanijo obdal z velikim krogom cest, z enim ali dvema krakoma, ki sta segala v notranjost. V nasprotju z Galijo, kjer je Agripa začrtal štiri ali pet cest, ki so se širile iz osrednjega vozlišča, je bil tu tako rekoč obod kolesa in naloga cesarjev, ki so sledili, je bila, da zapolnijo napere in zgradijo bolj neposredno tekoče trase.
Via Augusta je bila prvotno via militaris, to je vojaška cesta, ki so jo zgradili legionarji rimske vojske; te enote so zlasti na začetku cesarstva zgradile znaten del cestnega omrežja. Te ceste so ostale strateško pomembne, vendar je bil njihov glavni namen splošne komunikacije, kot kaže napis na fragmentu miljnika, najdenega blizu Cordube (Córdoba). Tukaj je leta 90 Domicijan ukazal obnoviti cesto Via Augusta, ki je propadla. Ta odsek ceste je bil označen kot via miltaris, glede na napis:
VIAM AVGVSTAM MILITAREM / VETVSTATE CORRVPTAM RESTITVIT.[45]
V prevodu: 
Obnovil je via militaris Augusta, ki je zaradi starosti propadla. 

## Mesta, skozi katera je potekala Via Augusta
- Gades (Cádiz)
- Ad Portus (El Puerto de Santa María)
- Asta Regia (Jerez de la Frontera (Mesas de Asta))
- Ugia (Torre Alocaz), Utrera
- Orippo (Dos Hermanas)
- Hispalis (Sevilja)
- Carmona (Carmona)
- Obucla u Obúlcula Fuentes de Andalucía (La Monclova))
- Colonia Augusta Firma Astigi (Écija)
- Adaras La Carlota
- Corduba (Córdoba)
- Iliturgi (Mengíbar, kjer je prečkal reko Betis na mostu Andújar (Guadalquivir)
- Isturgi (Andújar)
- Castulo (Linares)
- Mentesa Oretana (Villanueva de la Fuente)
- Saltigi (Chinchilla de Monte-Aragón)
- Libisosa (Lezuza)
- Ad Ello (Elda)
- Carthago Nova (Cartagena)
- Eliocroca (Lorca)
- sukro (Albalat de la Ribera)
- Saetabis (Xàtiva)
- Valentia (Valencija)
- Sagunt (Sagunt)
- Intybilis (La Jana)
- Dertosa (Tortosa)
- Tarraco (Tarragona)
- Aquis Vocontis (Caldes de Malavella)
- Gerunda (Girona)
- Narbo Martius (Narbonne), Francija

## Tehnični podatki
- Že takrat je bil prvi korak pri gradnji Vie Auguste geodetsko merjenje. Najprej je bilo določeno, kje naj poteka Via Augusta.
- Nato so se začela dela, ki so jih pogosto izvajali rimski legionarji.
- Jarek širine cca 7,30 m in globine cca 1,10 m je tvoril osnovo, ki se je lahko razširila.
- Prva plast je bila položena grobimi kamni, zemljo, vezana z ruševinami ali drobnim prodom. Drugo plast je sestavljal rudus (drobnejši grušč). Tretja plast je tvorila nucleus (jedro: iz drobnega proda).
- Zadnja četrta plast je sestavljena iz summa crusta (zgornja plošča: ravne kamnite plošče ali ploščice).